# セコメディック病院
セコメディック病院（せこめでぃっくびょういん）は、千葉県船橋市にある民間の病院である。運営は医療法人社団誠馨会。

## 沿革
- 1980年代 - 前身となる倉本記念病院が開院。
- 1992年（平成4年） - 路線バスの構内乗り入れ開始。
- 1997年（平成9年） -  倉本記念病院が経営難により閉鎖される。
- 1998年（平成10年）
  - 9月 - 倉本記念病院の土地・建物をセコム株式会社が取得し、セコム千葉病院として開院を発表[注 1][注 2]。
  - 12月1日 - 厚生労働省から営利企業の医療参入についての通達を受け、セコメディック病院に改称し開院[2][注 2][注 3]。
- 2005年（平成17年）5月 - 医療法人社団誠馨会の傘下に入る[注 4]。

## 診療科
- 内科
- 外科
- 循環器内科
- 呼吸器内科
- 消化器内科
- 腎臓内科
- 小児科
- 糖尿病内科
- 脳神経外科
- 神経内科
- 整形外科
- リウマチ科
- 婦人科
- 心臓血管外科
- 泌尿器科
- 歯科口腔外科
- 眼科
- 耳鼻咽喉科
- 皮膚科
- 放射線科
- 麻酔科
- 精神科
- 心療内科
- リハビリテーション科
- 緩和ケア外科

## 医療機関の指定等
- 保険医療機関
- 労災保険指定医療機関
- 指定自立支援医療機関（更生医療・精神通院医療）
- 身体障害者福祉法指定医の配置されている医療機関
- 生活保護法指定医療機関
- 結核指定医療機関
- 原子爆弾被害者一般疾病医療取扱医療機関
- 公害医療機関
- 臨床研修病院
- 特定行為研修指定研修機関
- 特定疾患治療研究事業委託医療機関
- DPC対象病院
- 肝疾患指定医療機関
- 肝炎ウイルス検査委託医療機関

## 交通アクセス
路線バス
いずれも船橋新京成バスが運行する。
- 京成電鉄松戸線「三咲駅」より20分
- 京成電鉄松戸線・東葉高速鉄道東葉高速線「北習志野駅」より26分

送迎バス
八千代緑が丘駅、八千代中央駅、高根公団駅、千葉ニュータウン中央駅、鎌ヶ谷駅、薬園台駅、新鎌ヶ谷駅方面および八木が谷・二和地区に送迎バスを運行している。